# The Letter Black
The Letter Black, ранее известная как Breaking the Silence, — музыкальная группа из США, играющая христианский рок. В состав группы входят Сара Энтони (вокал), её муж Марк Энтони (бэк-вокал, гитара), Джастин Браун (ударные), и Мэтт Бил (бас-гитара).

## История группы
Сара и Марк Энтони начали свою музыкальную карьеру с выступлений в местной церкви в качестве дуэта под названием Breaking the Silence. Когда состав группы расширился, они записали свой первый альбом Stand под тем же названием. Когда музыканты подписали контракт со звукозаписывающим лейблом Tooth and Nail Records, они сменили название на The Letter Black.
Группа даёт более 150 концертов в год и выступала на одной сцене с Skillet, Decyfer Down, RED, Hawk Nelson и Thousand Foot Krutch.
На стиль и тематику песен группы оказало влияние творчество групп Sevendust, Metallica, Pantera, Megadeth и Аланис Мориссетт.

## Hanging On by a Thread(2009 — настоящее время)
Первый альбом группы после смены названия Hanging On by a Thread был издан 4 мая 2010 года, в тот же день The Letter Black поднялись на 9 место в списке рок-групп на iTunes.

## Дискография

### Студийные альбомы
| Год  | Название                                | Лейбл             | Позиции в чартах | Позиции в чартах        | Продажи |
| Год  | Название                                | Лейбл             | US Billboard 200 | US Top Christian Albums | Продажи |
| ---- | --------------------------------------- | ----------------- | ---------------- | ----------------------- | ------- |
| 2007 | Stand (под именем Breaking the Silence) | Независимый лейбл |                  |                         |         |
| 2010 | Hanging On by a Thread                  | Tooth and Nail    | 183              | 10                      |         |
| 2013 | Rebuild                                 | Tooth and Nail    |                  | 32                      |         |
| 2017 | Pain                                    |                   |                  |                         |         |

### EP
- Breaking the Silence EP (2009)[1]

### Синглы
| Год  | Название                 | Christian Songs Chart | Альбом                                         |
| ---- | ------------------------ | --------------------- | ---------------------------------------------- |
| 2009 | «Best of Me»             |                       | Breaking the Silence EP Hanging On by a Thread |
| 2010 | «Hanging on by a Thread» | 47                    | Breaking the Silence EP Hanging On by a Thread |
| 2010 | «Believe»                |                       | Hanging On by a Thread                         |

## Состав группы
Текущий состав
- Сара Энтони — вокал (2006 — настоящее время)
- Марк Энтони — бэк-вокал, гитара (2006 — настоящее время)
- Мэтт Бил — бас-гитара (2006 — настоящее время)
- Джастин Браун — ударные (2012 — настоящее время)

Бывшие участники
- Тэйлор Кэрролл - ударные (2011 - 2012)
- Терри Джонсон — гитара (2006—2009)
- Мэт Слэгл - ударные (2006 — 2011)
- Адам ДеФранк - ударные

Приглашаемые музыканты
- Тай Дитзлер — гитара (2009)